# Zeche Schmierfuß
Die Zeche Schmierfuß in Essen-Überruhr-Holthausen ist ein ehemaliges Steinkohlenbergwerk. Das Bergwerk befand sich im Bereich östlich des heutigen Mühlenweges.

## Bergwerksgeschichte
Bereits im Jahr 1794 war das Bergwerk in der Niemeyerschen Karte eingetragen. Die ersten Abbautätigkeiten des Bergwerks sind aus dem Jahr 1802 bekannt. In diesem Jahr wurden pro Tag 60 Ringel Steinkohle gefördert. Im Jahr 1803 wurde mit der Zeche Schockenbank eine Betriebsgemeinschaft gebildet. Der Name dieser Betriebsgemeinschaft war Zeche Schmierfuß & Schökenbank. Zweck dieser Betriebsgemeinschaft war der gemeinsame Abbau. Im Jahr 1804 wurde ein Querschlag zur Zeche Schockenbank aufgefahren. Im Jahr 1806 wurde zunächst noch gemeinsamer Abbau betrieben. Im September desselben Jahres wurde die Betriebsgemeinschaft wieder aufgelöst. Im Jahr 1809 wurde im Bereich von Schacht 9 abgebaut. Im Jahr 1811 war ein Versuchsschacht in Betrieb. Ab Juni desselben Jahres wurde das Bergwerk nicht mehr in den Unterlagen genannt. In der Zeit vom 1. bis zum 2. Dezember des Jahres 1831 konsolidierte die Zeche Schmierfuß mit weiteren Bergwerken zur Zeche Vereinigte Himmelsfürster Erbstollen.